# ʧ
Cette page contient des caractères spéciaux ou non latins. S’ils s’affichent mal (▯, ?, etc.), consultez la page d’aide Unicode.
Le tech, (minuscule : ʧ) est une lettre additionnelle de l’écriture latine qui a été utilisée dans l’alphabet phonétique international.

## Utilisation
Dans l’alphabet phonétique international, [ʧ] a représenté une consonne affriquée palato-alvéolaire sourde. Le symbole est adopté en 1921 et est remplacé en 1989 par la séquence des symboles des consonnes [t] et [ʃ] : ‹ tʃ ›, pouvant être liés par un tirant dans les cas ambigus : ‹ t͡ʃ › ou ‹ t͜ʃ ›.

## Représentations informatiques
Le tech peut être représentée avec les caractères Unicode (Alphabet phonétique international) suivants :
| formes    | représentations | chaînes de caractères | points de code | descriptions                          |
| --------- | --------------- | --------------------- | -------------- | ------------------------------------- |
| minuscule | ʧ               | ʧ                     | U+02A7         | lettre minuscule latine digramme tech |